# Инго Шулце
Инго Шулце (на немски: Ingo Schulze) е германски писател, автор на романи, разкази, есета и пътеписи.

## Биография и творчество
Инго Шулце е роден през 1962 г. в Дрезден в семейството на професор по физика и лекарка. През 1981 г. полага матура и отбива военната си служба в Националната народна армия на ГДР. До 1988 г. следва класическа филология в Йенския университет. После две години е драматург в областния театър на Алтенбург. Напуска, за да работи като журналист.
През 1993 г. пътува в Русия, а от средата на 90-те години живее в Берлин като писател на свободна практика.
От 2006 г. Инго Шулце е член на Академията на изкуствата в Берлин, а от 207 г. – на Академията за език и литература в Дармщат. Освен това е член на Саксонската академия на изкуствата и на немския ПЕН клуб.

## Награди и отличия
- 1995: „Награда Алфред Дьоблин“ (поощрение)
- 1995: „Награда Ернст Вилнер“ към „Награда Ингеборг Бахман“
- 1995: „Литературна награда „Аспекте““
- 1998: Johannes-Bobrowski-Medaille
- 2001: „Награда Йозеф Брайтбах“
- 2006: „Немска награда за книга“ (финалист)
- 2006: „Награда Петер Вайс“
- 2007: „Тюрингска литературна награда“
- 2007: „Награда на Лайпцигския панаир на книгата“
- 2008: Samuel-Bogumil-Linde-Preis
- 2008: „Немска награда за книга“ (финалист)
- 2009: Brüder-Grimm-Professur
- 2009: Longlist des International DUBLIN Literary Award
- 2011: Mainzer Stadtschreiber[2]
- 2011: Heinrich-Heine-Gastdozentur
- 2012: Literaturpreis des Freien Deutschen Autorenverbands (FDA)
- 2013: „Награда Бертолт Брехт“
- 2013: Manhae-Preis der Manhae-Foundation Korea
- 2014: Hörspiel des Monats
- 2017: „Литературна награда на Рейнгау“
- 2017: „Немска награда за книга“ (номинация)